# (37907) 1998 FD76
1998 FD76 (asteroide 37907) é um asteroide da cintura principal. Possui uma excentricidade de 0.16537210 e uma inclinação de 12.25135º.
Este asteroide foi descoberto no dia 24 de março de 1998 por LINEAR em Socorro.